# Эль-Хавиза
Эль-Хавиза (Хаур-эль-Хувайза, араб. هور الحويزة‎), в Иране — Хаур-эль-Азим (перс. هورالعظیم‎) — водно-болотное угодье (марши) международного значения (Рамсарское угодье) на юге Месопотамской низменности, в низовьях Тигра и Керхе, к юго-востоку от города Эль-Амара, на территории Ирака и Ирана. Площадь 137,7 тыс. га (1377 км²), в Иране — около 20-25 % площади. Является местом зимовки перелётных птиц. Часть Эль-Ахвара (Месопотамских болот), который весной затапливается из-за разливов Тигра и Евфрата.
В 2016 году Эль-Ахвар (Месопотамские болота) в составе три археологических памятника и четыре заболоченных участка: Эль-Хавиза, Центральные марши, Восточные и Западные марши Эль-Хаммар внесены в список объектов всемирного наследия ЮНЕСКО.
В 2007 году в Ираке признано водно-болотным угодьем международного значения (Рамсарским угодьем), первым в стране. Водно-болотное угодье находится под угрозой из-за постройки гидротехнических сооружений выше по течению, массового забора воды фермерами для ирригации, растущего потребления для неаграрных нужд, и изменения климата (дополнительно осложненного возросшей частотой песчаных и пылевых бурь), а также многолетней засухи и сокращения осадков. Вследствие этого, Хавизское болото было внесено с Рамсарский список водно-болотных угодий, находящихся под угрозой, и нуждающихся в незамедлительном внимании.
Месопотамские болота частично пересохли из-за необычайной сильной засухи в период с конца 2020 года до середины 2021 года, который по данным иранской метеослужбы был самым засушливым за 53 года. Количество осадков в Иране летом 2021 года упало почти на 50 % по сравнению с долгосрочным средним показателем. Водный кризис затронул сельское хозяйство, животноводство, производство электроэнергии в Сирии, Ираке и Иране. Отсутствие питьевой воды при температуре воздуха выше 50 °C вызвало протесты в Хузестане и других останах Ирана, в ходе которых погибли люди.